# Dorada Redonda Precoz
Dorada Redonda Precoz es una variedad cultivar de ciruelo (Prunus domestica), de las denominadas ciruelas europeas, una variedad de ciruela oriunda de la comunidad autónoma de Aragón, en la zona de la comarca de la Hoya de Huesca, en la provincia de Zaragoza. 
Fruta de tamaño mediano, con piel de color verde oliváceo o ceniciento con zonas más verdes como transparentes, sin chapa o a lo sumo manchas rojizas o castañas, punteado muy abundante de dos tipos, y pulpa de color amarillo verdosa, dorada, transparente, textura medio firme, tierna, algo crujiente, medianamente jugosa, y sabor muy dulce, almibarado, muy bueno.

## Historia
'Dorada Redonda Precoz' variedad de ciruela local cuyos orígenes se sitúan en la zona de la comarca de la Hoya de Huesca, comunidad autónoma de Aragón, en la provincia de Zaragoza.
'Dorada Redonda Precoz' está cultivada en el Banco de germoplasma de cultivos vivos de la Estación experimental Aula Dei de Zaragoza. Está considerada incluida en las variedades locales autóctonas muy antiguas, cuyo cultivo se centraba en comarcas muy definidas, que se caracterizan por su buena adaptación a sus ecosistemas, y podrían tener interés genético en virtud de su características organolepticas y resistencia a enfermedades, con vista a mejorar a otras variedades.

## Características
'Dorada Redonda Precoz' árbol de porte extenso, vigoroso, erguido, muy fértil y resistente. Las flores deben aclararse mucho para que los frutos alcancen un calibre más grueso. Tiene un tiempo de floración que comienza a partir del 16 de abril con el 10% de floración, para el 20 de abril tiene una floración completa (80%), y para el 29 de abril tiene un 90% de caída de pétalos.
'Dorada Redonda Precoz' tiene una talla de tamaño pequeño, de forma semi esférica, ligeramente aplastada en el polo peduncular y con ligera depresión a lo largo de la
sutura, simétrica, presentando sutura como una línea transparente de color indefinido, poco marcada, situada en ligera depresión algo
más acentuada junto a cavidad peduncular y disminuyendo hacia el polo pistilar;epidermis gruesa y fuerte, con poca pruina, blanquecina, sin pubescencia, siendo el color de la piel amarillo, no uniforme, en general es más verdoso en la zona ventral y dorado en el resto, con estrías más claras partiendo de la
cavidad peduncular, y ligera chapa sonrosada, punteado muy abundante, pequeño, amarillento o blanquecino con aureola amarilla o verdosa, por lo general la zona peduncular y ventral quedan libres de punteado; Pedúnculo de longitud corto, fino, rojizo, insertado en una cavidad peduncular de anchura mediana, poco profunda, poco rebajada en la sutura y muy suavemente en el opuesto; pulpa amarillo ámbar, transparente, de textura semi blanda, fibrosa junto al hueso, muy jugosa, y de sabor dulce y muy agradable, excepto junto al hueso, donde es muy ácida.
Hueso muy adherente, muy pequeño, globoso, muy liso, surco dorsal fino y casi superficial, los laterales sustituidos por una fina arista, siendo su superficie lisa pero áspera.
Su tiempo de recogida de cosecha se inicia en su maduración durante la primera decena del mes de julio.

## Usos
Las ciruelas 'Dorada Redonda Precoz' se comen crudas de fruta fresca en mesa, y también se transforma en mermeladas, almíbar de frutas o compotas para su mejor aprovechamiento.

## Cultivo
Autofértil, es una muy buena variedad polinizadora de todos los demás ciruelos.